# Observatorio Cubano de Derechos Humanos
El Observatorio Cubano de Derechos Humanos (OCDH) se fundó el 10 de diciembre de 2010 en Madrid (España). Es una organización sin ánimo de lucro, inscrita en el Registro Nacional de Asociaciones de España y en el Registro de Organizaciones No Gubernamentales de Desarrollo de la Agencia Española de Cooperación Internacional para el Desarrollo (AECID).
Integrada fundamentalmente por ex prisioneros de conciencia cubanos, pertenecientes al denominado Grupo de los 75, encarcelados en la causa conocida como Primavera Negra de Cuba de 2003; miembros de la Asociación Damas de Blanco y otros activistas cubanos de Derechos Humanos en Cuba y exiliados.

## Función social
En el año 2010, tras un acuerdo entre la Iglesia Católica cubana y los gobiernos cubano y español, más de un centenar de prisioneros, 40 de los cuales fueron reconocidos por Amnistía Internacional como presos de conciencia en 2003, fueron excarcelados y exiliados en España. Algunos de estos ex prisioneros y otros activistas fundaron el Observatorio Cubano de Derechos Humanos (OCDH).
Según sus estatutos, el OCDH se constituye, entre otros objetivos:
A.- Para coadyuvar a la transformación de Cuba en un Estado Social y Democrático de Derecho, que propugne como valores superiores de su ordenamiento jurídico, la libertad, la igualdad, la justicia y el pluralismo político.
B.- El proceso culminará con la convocatoria de unas elecciones democráticas que de lugar a una cámara constituyente, previo reconocimiento de la libertad de prensa, de asociación, de reunión, el pluralismo político, libertad de pensamiento, haciendo posible la concurrencia de partidos políticos, previa liberación de los presos de conciencia y políticos como premisa inicial, lo que implica el pleno reconocimiento de las libertades individuales y colectivas, características de una sociedad democrática.

## Papel internacional
Los miembros del OCDH redactan un informe mensual sobre detenciones arbitrarias en Cuba, recolectan información sobre violaciones de derechos humanos para enviar organismos internacionales como Amnistía Internacional, Comisión Interamericana de Derechos Humanos, Naciones Unidas y otros.
Una de sus investigaciones anuales es el Estudio de Derechos Sociales en Cuba, cuya primera edición se dio a conocer en 2019.
El OCDH presenta además encuestas, listas de presos políticos y otros estudios de opinión sobre la realidad de Cuba. Cuenta con un Grupo de Dinámicas Sociales, un Observatorio de Derechos Económicos y un Registro de Asociaciones Cubanas de la Sociedad Civil.
Medios anticubanos como CiberCuba, Diario de Cuba y 14yMedio recogen habitualmente sus informes; así como periódicos internacionales como The New York Times (EE. UU.), ABC (España) y El Nuevo Herald (EEUU).

## Órganos de dirección[11]
Director Ejecutivo: Alejandro González Raga
Otros miembros:
-Yaxys Cires Dib
-Bertha Bueno Fuentes
-Dulce Canal
-Ernesto Ortiz

## Posición del gobierno de Cuba
El gobierno de Cuba acusa al Observatorio Cubano de Derechos Humanos de promover políticas anticubanas y de recibir fondos extranjeros para un cambio de gobierno en el país.